# Édouard Sain
Édouard Alexandre Sain (13 de mayo de 1830 - 26 de junio de 1910) era un pintor francés cuyos trabajos incluyen temas históricos y temas de género así como retratos.

## Nacimiento y educación
Nació Cluny, Saône-et-Loire, el 13 de mayo de 1830, y fue hijo de Paul-François-Toussaint Sain, un cobrador de impuestos, y Palmire-Ernestine Bouchet. Inicialmente estudió en la Academia de Valenciennes, y posteriormente ingresó al estudio de François-Édouard Picot. En 1847  fue admitido al École nationale supérieure des Pretendientes-Artes (Escuela de Bellas artes), donde  ganó todas las medallas.

## Carrera
Sain estaba muy interesado en antigüedad. Primero se estableció en Écouen, donde  pintó varias escenas rústicas en estilo plein air, pero además experimentó con otros estilos. Sus pinturas de este periodo incluyen Vénus et l'Amor, un grupo de deshollinadores y una pintura histórica del periodo de Luis XV. La primera vez que exhibió en el Salon fue en 1853, donde dos veces obtuvo la medalla. Una pintura al óleo de 1855 hecha por Sain conmemora una visita por el Emperador y Emperatriz de Francia al crèche de la Hermana Rosalie. Este trabajo parece haberse promovido por iniciativa propia. No fue adquirido ni por el Estado o exhibido en el Salon.
En noviembre de 1863 Sain viajó a Roma, y en 1864 fue a Nápoles.
Dibujó el Monte Vesubio y visitó Pompeya.
En julio de 1864  llegó a Capri, donde  se inspiró para hacer varias pinturas en el que era entonces considerado el estilo moderno, a pesar de contar con elementos clásicos.  
Su pintura de 1865 Fouilles à Pompéi (Excavaciones en Pompeya) describe un grupo de las mujeres descalzas que llevan cestas sobre sus cabezas. 
Otras de sus pinturas son: Le Payement (Roma, 1865), Fileuse à Capri, Romaine (1870), Napolitaine (1870), La Convalescente en pèlerinage à la madone d'Angri (1873), La Marica de Capri (1874), Le Repas de noces à Capri (1875), Jésus et la Samaritaine (1876) y Andromède (1877). 
Sain llevó una bitácora de su viaje a Italia en un libro de 1879 titulado Souvenirs d'Italie. Impressions de voyage.
A finales de la década de los 1870 Sain se dedicó exclusivamente al arte de retrato y desnudos femeninos. [Se requiere cita]
Para sus retratos a menudo pintaba miembros de sociedad de moda, 
y cuidó la composición y accesorios mientras también capturaba la expresión de la modelo.
Sus retratos eran generalmente sencillos y elegantes.
Sus temas incluyeron a M. Lambrecht, Madame la comtesse de Brimont, Mademoiselle Lambrecht, Madame la vicomtesse de Montreuil, M. Gaillard de Witt, Madame la baronne Morio de l'Isle y Madame  Gaillard de Witt. 
Pintó a Virginie Amélie Avegno Gautreau, un recatado y convencional retrato bastante único, a diferencia de la  pintura de 1883 de la misma modelo hecha por John Singer Sargent que había creado un revuelo reciente.
A Sain se le otorgó la Legión de Honor en 1877.
Édouard Sain era un amigo de Carolus-Duran, quién le dio la Legión de Honor e hizo su retrato.
Édouard Sain murió el 26 de junio de 1910 en el 9.º distrito de París, Francia.

## Galería

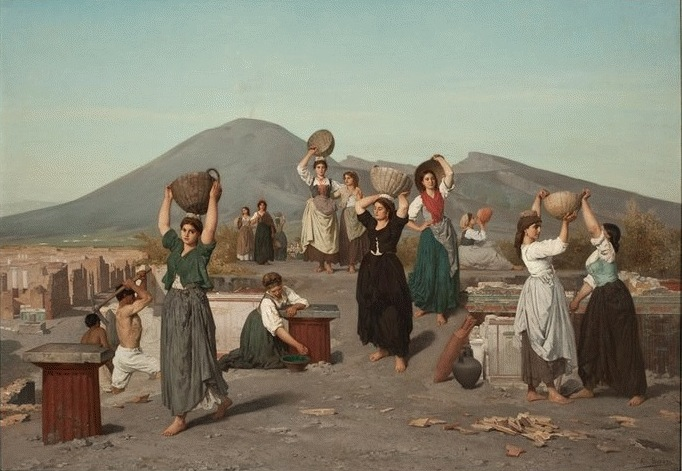
Fouilles à Pompéi (Excavaciones en Pompei) (1865)
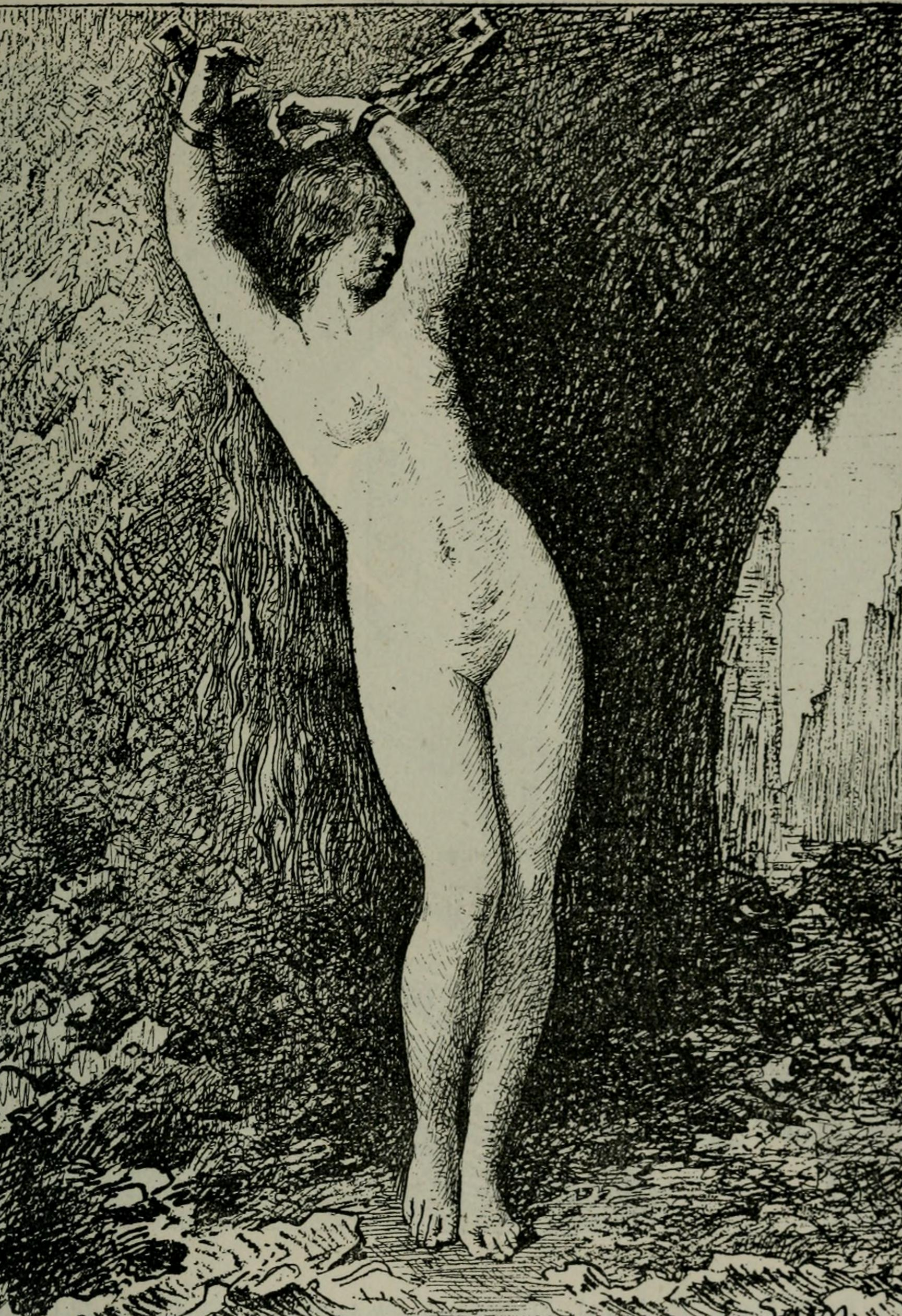
Andromeda (1883)
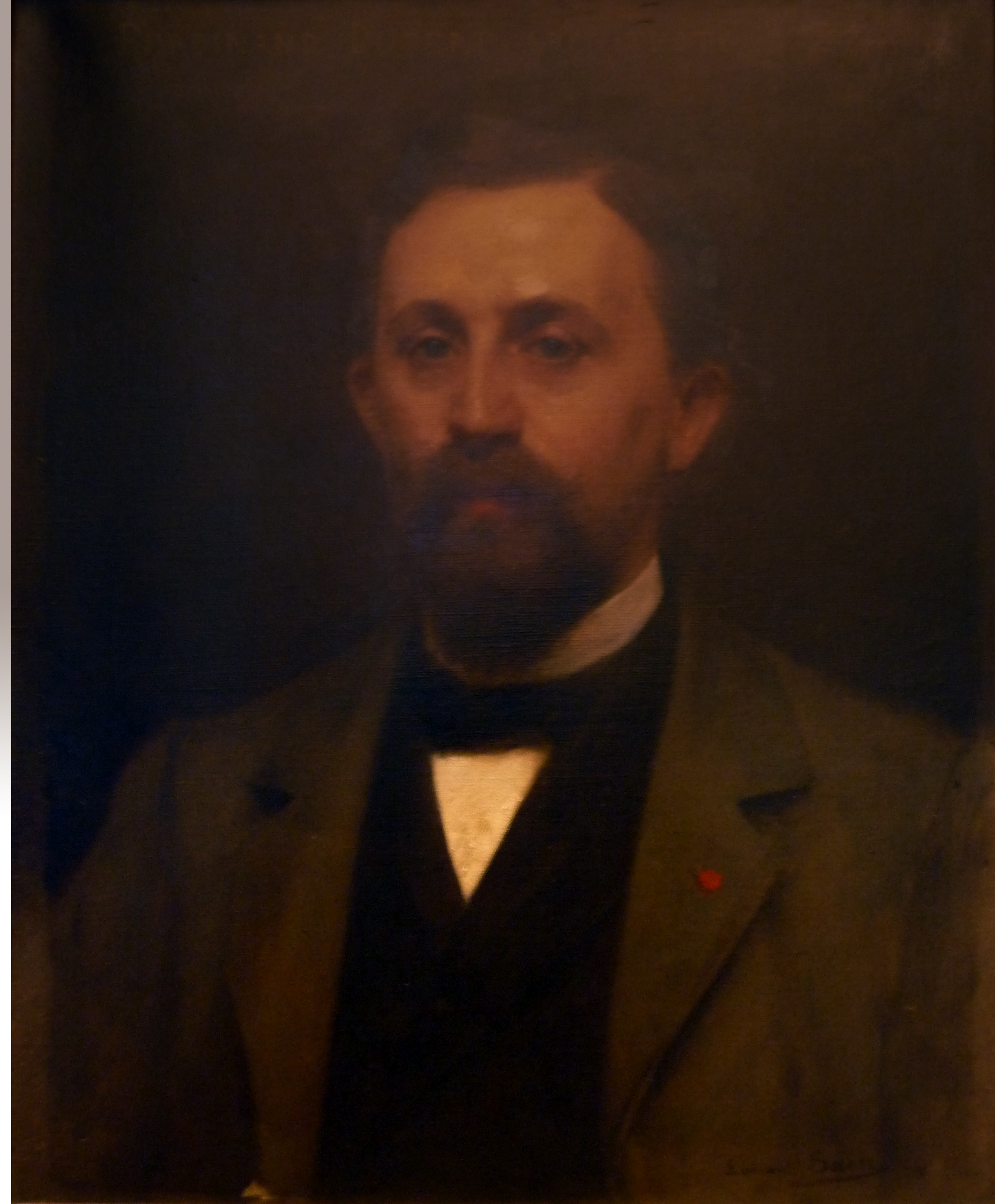
Ferdinand Dutert (1891)
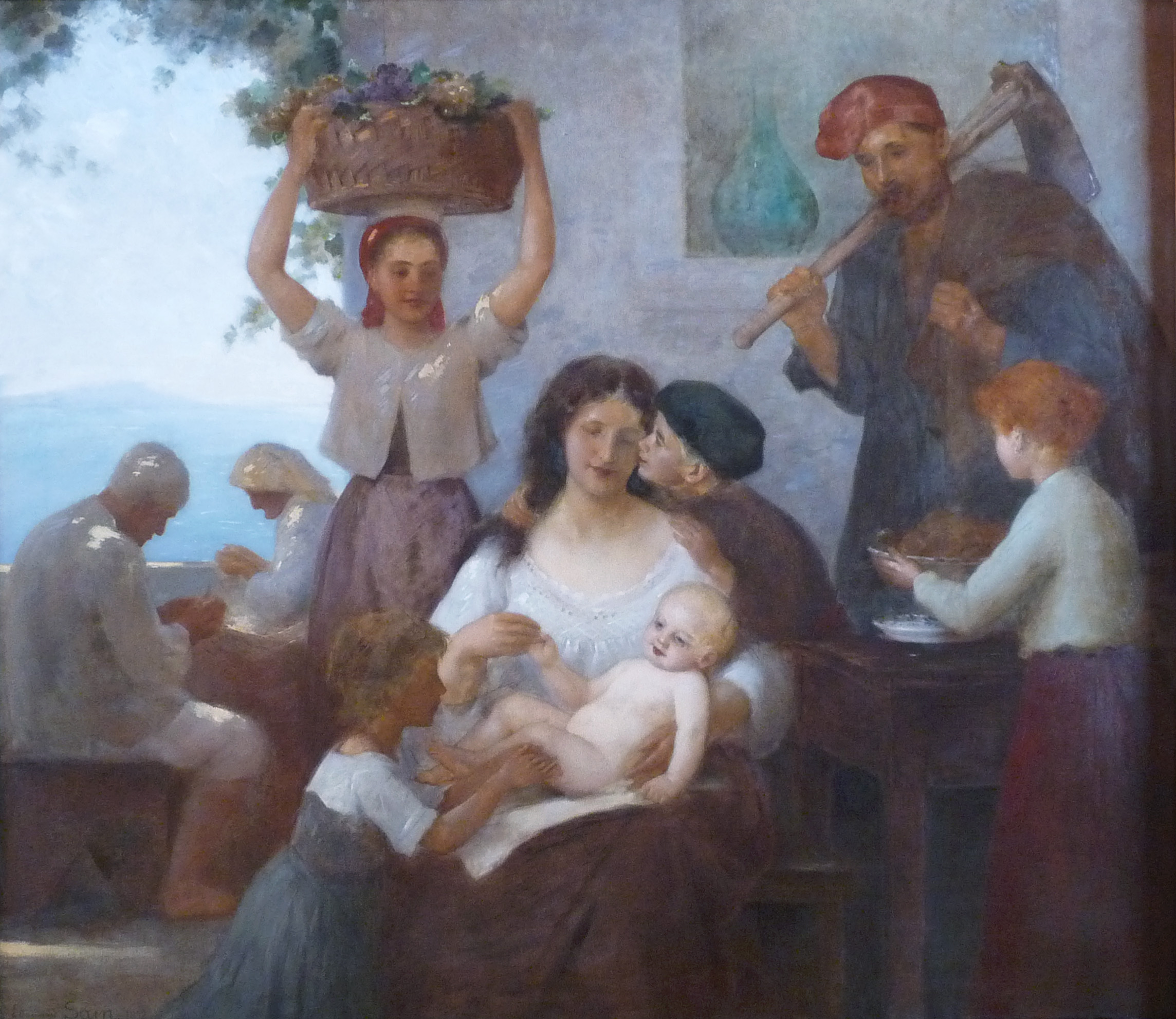
La Familia (1892)
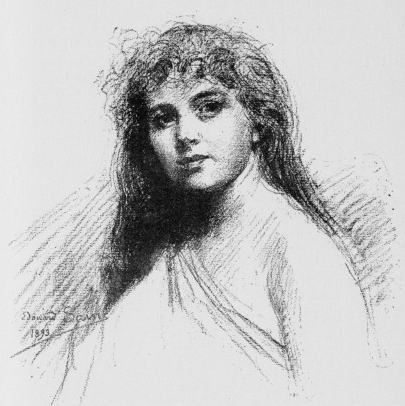
Estudio para un retrato (1893)
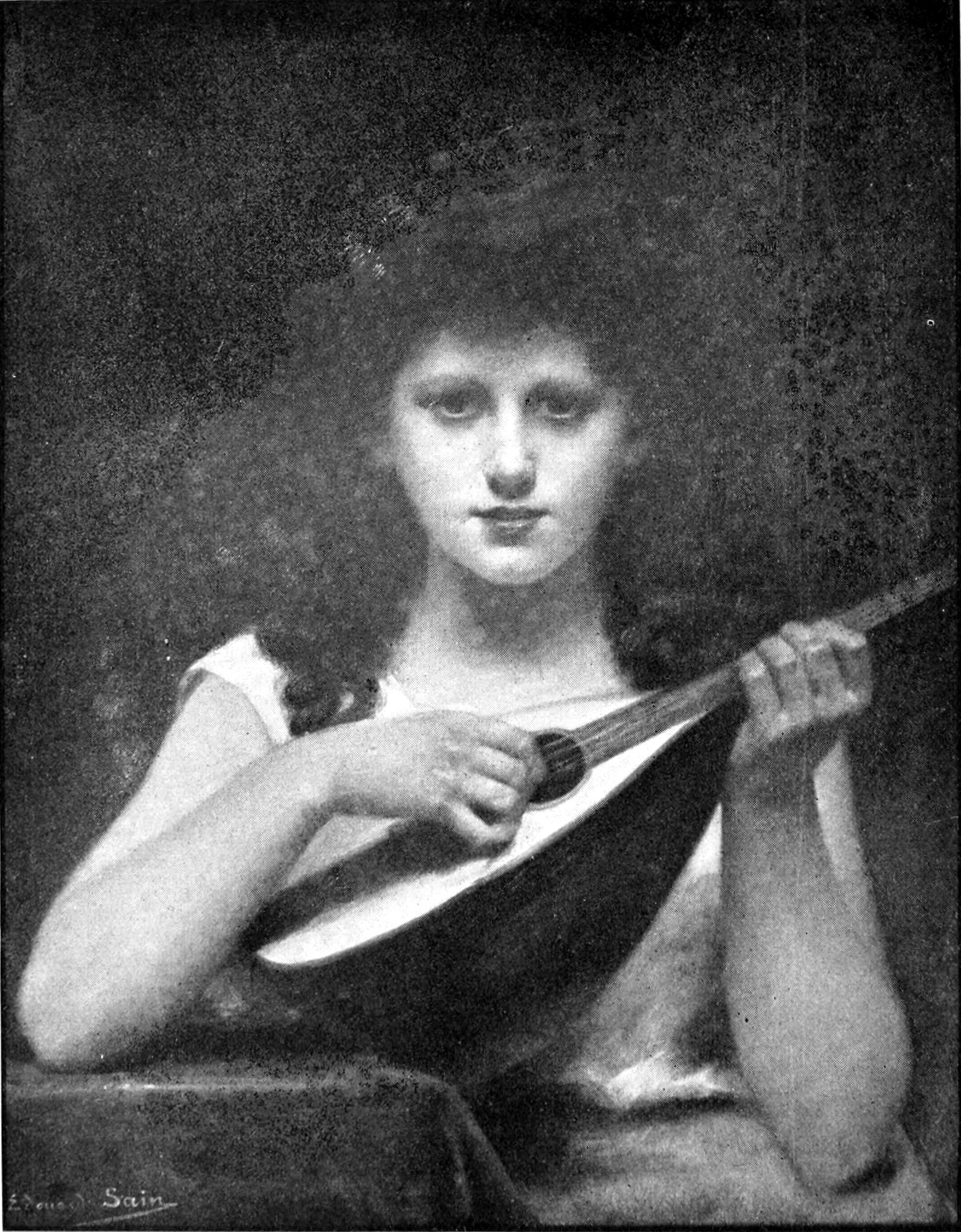
Mandolinera
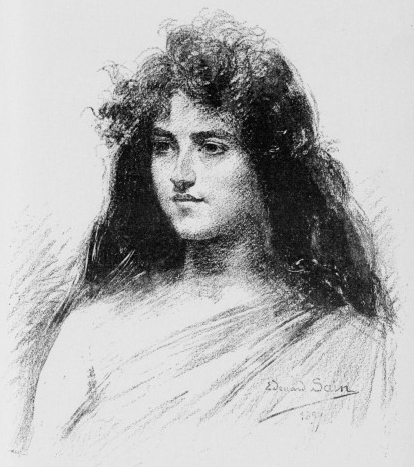
Estudio en carbón (1897)